# Aeroportul Albano Machado
Aeroportul Albano Machado (IATA: NOV, ICAO: FNHU) este un aeroport din Provincia Huambo, Angola ce deservește zona Huambo.
Situat la o altitudine de 1.355 m, aeroportul dispune de 1 pistă.

## Infrastructură

### Piste
Aeroportul dispune de o singură pistă. Pista are orientarea 11/29.